# ماكس ويب
ماكس ويب (بالإنجليزية: Max Webb)‏ هو شخصية أعمال أمريكي، ولد في 2 مارس 1917 في وودج في بولندا، وتوفي في 23 أكتوبر 2018.